# Брухис, Ефим Гершевич
Ефим Григорьевич (Хаим Гершевич) Брухис (фр. Efim Bruhis; 1901, Кишинёв, Бессарабская губерния, Российская империя — 1942, Освенцим, Генерал-губернаторство) — французский художник и скульптор Парижской школы.

## Биография
Родился в Кишинёве в семье аптекаря Герша Мошковича (Моисеевича) Брухиса (1868—?) и Ревекки-Рахили Лейнер (1875—?). Учился на скульптурном отделении Одесского художественного училища. После революционных событий 1917 года Бессарабия отошла к Румынии и он, недоучившись в Художественном училище из-за смерти отца, был вынужден вернуться в Кишинёв.
Продолжил заниматься скульптурой и дизайном в Берлине, в 1922 году поселился в Париже, где женился на швейцарской еврейке и работал художником-декоратором.
Как иностранный подданный еврейского происхождения был в 1941 году интернирован в концентрационном лагере Компьень, откуда этапирован в пересылочный лагерь в Дранси и 14 сентября того же года отправлен в Освенцим, где умерщвлён в 1942 году.
Племянник — Григорий Леонидович Брухис (1932—2015), почётный энергетик Российской Федерации.